# Йон Датку
Йон Датку (рум. Ion Datcu; 1929) — румунський дипломат. Постійний представник Румунії при Організації Об'єднаних Націй (1972—1978)

## Життєпис
Народився у 1929 році. У 1954 році закінчив історико-філософський факультет Київського державного університету імені Тараса Шевченка та у 1956 році історико-філософський факультет Бухарестського університету. Володіє румунською, французькою, англійською, російською, італійською мовами.
З 1956 року член виконавчого комітету Асоціації румунських студентів. Доцент Бухарестського університету (1956);
З 1957 року на дипломатичній роботі в Міністерстві закордонних справ Румунії;
У 1957—1959 рр. — співробітник Посольства Румунії в СРСР;
У 1959—1961 рр. — співробітник Посольства Румунії в Італії;
У 1961—1966 рр. — директор з міжнародних справ Міністерства закордонних справ Румунії;
У 1966—1969 рр. — Надзвичайний і Повноважний Посол Румунії в Японії та у Австралії за сумісництвом (1967—1969);
У 1969—1971 рр. — Постійний представник Румунії в ООН в Женеві;
У 1972—1978 рр. — Постійний представник Румунії при Організації Об'єднаних Націй у Нью-Йорку. 25 січня 1972 року вручив вірчі грамоти Генеральному секретарю ООН Курту Вальдхайму. У цей період він також очолював делегацію своєї країни на Конференції Комітету з роззброєння та представляв її в Керівній раді Міжнародна організація праці (МОП).